# Perifeer zenuwstelsel
Het perifeer zenuwstelsel is het deel van het zenuwstelsel dat buiten het centrale zenuwstelsel ligt. Het perifere zenuwstelsel vormt vanuit het centraal zenuwstelsel axonen, verbindingen van en naar de organen en weefsels. Het wordt naar functie verdeeld in het autonome en het somatische zenuwstelsel. Het bestaat uit 31 paar spinale zenuwen uit het ruggenmerg, de nervi spinales, 12 paar hersenzenuwen uit de hersenstam, de nervi craniales, twee grensstrengen, de nervi splanchnici, die links en rechts naast de wervelkolom liggen en hun bijbehorende zenuwcellen en zenuwknopen, die tevens buiten het centrale zenuwstelsel liggen. Deze zenuwen innerveren onder andere spieren, organen en ledematen. Het perifere zenuwstelsel verbindt de genoemde structuren met het centrale zenuwstelsel en wordt in tegenstelling tot het centrale zenuwstelsel niet door bot of een bloed-hersenbarrière beschermd.
De celkern van de perifere zenuwcellen ligt nog in het centrale zenuwstelsel, maar hun axonen liggen in het perifere zenuwstelsel. De axonen van het perifere zenuwstelsel zijn meestal met een myelineschede omgeven waar het endoneurium omheen rolt. Het perineurium zit hier weer omheen en de buitenste laag rondom de zenuw wordt het epineurium genoemd.

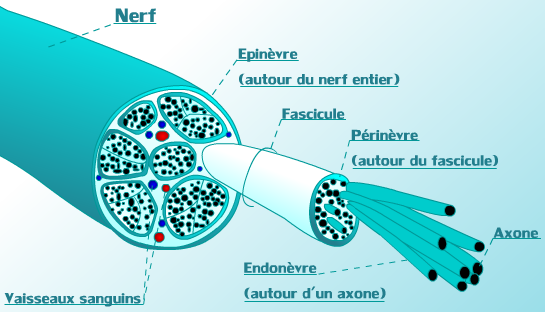
Zenuw
nerf = zenuw
epinèvre = epineurium
périnèvre = perineurium
endonèvre = endoneurium
fascicule = bundel
vasseaux sanquins = bloedvaten, efferent en afferent

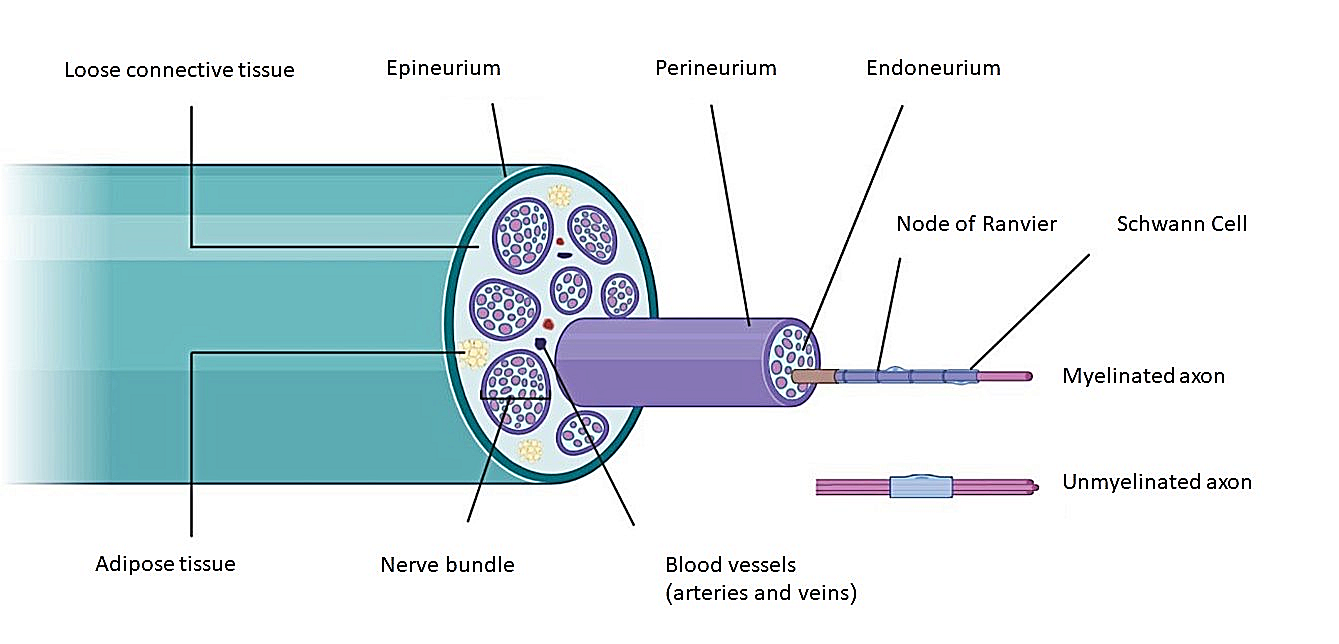
Zenuw